# Constantine Walter Benson
Constantine Walter Benson (Trull, Somerset in Groot-Brittannië, 2 februari 1909  -  Cambridge in Engeland, 21 september 1982) was een Britse ambtenaar in koloniale dienst, ornitholoog en schrijver van bijna 400 artikelen over vogels.

## Biografie
Benson kreeg zijn opleiding aan Eton en studeerde aan het Magdalen College aan de Universiteit van Cambridge. In 1932 werd hij ambtenaar in koloniale dienst in het toenmalige Nyasaland (nu: Malawi) waar hij deel uitmaakte van een districtsbestuur en waar hij onmiddellijk begon met studie maken van de vogels in Malawi. Hij wordt daarom beschouwd als de laatste in een lange reeks van koloniale bestuurders die een grote bijdrage leverden aan de ornithologie. In 1952 werd hij overgeplaatst naar Noord-Rhodesië (nu: Zambia) waar hij werkte op een departement belast met toezicht op de jacht en visserij. In 1962 werd hij onderdirecteur van het Rhodes Livingstone Museum (nu: Nationaal Museum van Zambia).
In 1958 leidde hij een expeditie van de British Ornithologists' Union naar de Comoren. Later schreef hij een avifauna van de Comoren. In 1965 ging hij officieel met pensioen en verhuisde naar Cambridge. Hij werkte daar als honorair medewerker aan de vogelcollectie en de catalogus van het zoologisch museum van de universiteit.
Zijn vrouw Florence Mary Lanham ontmoette hij in Transvaal waar zij als plantkundige aan het Transvaalmuseum werkte. Zij is mede-auteur van diverse publicaties.

## Zijn werk/nalatenschap
Benson is de soortauteur van 12 soorten vogels (2 met mede-auteur) waaronder de lufiramaskerwever (Ploceus ruweti), witstaartzwaluw (Hirundo megaensis) en de Grande-Comoredwergooruil (Otus pauliani).  Hij was een erkend deskundige op het gebied van de avifauna van Oost-Afrika. Hij ontving diverse onderscheidingen waaronder de Orde van het Britse Rijk

### Publicaties
Hij schreef meer dan 350 artikelen en diverse boeken waaronder: 
- "Birds of the Comoro Islands" (1960)
- "A Contribution to the Ornithology of Zambia" (1967)
- "Birds of Zambia" (1971)
- "The Birds of Malawi" (1977).

- Bibsys: 3079306
- Gemeinsame Normdatei: 1089888449
- International Standard Name Identifier: 0000 0000 2126 2254
- Library of Congress Control Number: n79069869
- Nederlandse Thesaurus van Auteursnamen: 13256243X
- Réseau des bibliothèques de Suisse occidentale: 02-A002991423
- SNAC: w6gg5z0g
- Système universitaire de documentation: 061558966
- Virtual International Authority File: 43114232
- WorldCat: E39PBJdGRXh3tHbjXM4G79jcT3